# Montecalvo Irpino
Montecalvo Irpino là một đô thị (comune) thuộc tỉnh Avenllino trong vùng Campania của Ý. Montecalvo Irpino có diện tích km2, dân số là người (thời điểm ngày).